# Пан (месец)
Пан је Сатурнов природни сателит, други најближи Сатурну. Пречника је 35 километара и налази се у простору између Сатурнових бројних прстенова. Открио га је 1990. године Марк Шовалтер (енгл. Mark R. Showalter) када је анализирао фотографије снимљене од стране Војаџера 2. Најзначајнија била је фотографија S/1981 S 13 снимљена 1981. године када је ова летелица пролазила покрај Сатурна.

## Претпоставке
Хипотеза да сателит кружи у великој празнини између Сатурнових прстена изнета је 1985. године од стране Џефри Кузија (енгл. Jeffrey N. Cuzzi) и Џефри Скаргла (енгл. Jeffrey D. Scargle). Њихова претпоставка заснивала се на изгледу саме празнине. Она је указивала да туда орбитира Сателит Х који својом гравитацијом скупља честице на свом путу и зато се јавља празнина. Претпоставили су да Сателит Х има велику полуосу од 133,603 ± 10 km и да је његова маса 5–10×10−12 Сатурнових маса. Када је сателит пронађен, испоставило се да су ове претпоставке биле тачне и да су Кузи и Скаргл били веома близу: маса Пана је 8.6×10−12 Сатурнових маса а вредност његове велике полуосе се 
Пан је уочен у 11 Војаџерових снимака.

## Име
Назив Пан сателит је добио 16. септембра 1991. године по митолошком богу-пастиру Пану. Сателит је такође познат под називом Сатурн XVIII.